# Max Air
Max Air è una compagnia aerea nazionale e internazionale con sede in Nigeria ed è la più longeva del paese, dal punto di vista internazionale. Fondata nel 2008 dal magnate Alhaji Dahiru Barau Mangal, la sede della società si trova nello stato di Kano presso l'aeroporto internazionale Mallam Aminu Kano.

## Storia
Max Air è una delle principali compagnie aeree della Nigeria che opera una rete di voli nazionali, regionali e internazionali. Max Air Limited è stata fondata nel 2008 con il suo primo volo commerciale per l'aeroporto internazionale King Abdulaziz da Kano nel 2008. La compagnia aerea ha iniziato le sue operazioni con due Boeing 747-400 per i servizi operativi Umra e Hajj. Nel giugno 2018, Max Air ha iniziato le operazioni nazionali verso tre destinazioni che includono Abuja e Lagos. Il 1º novembre 2018, Max Air ha annunciato due nuove rotte per le sue operazioni nazionali che includono Port Harcourt e Yola come parte della sua espansione. Il 5 novembre, Maiduguri è diventata la sesta destinazione nazionale.

## Servizi in volo
L'11 luglio 2019, Max Air ha lanciato la sua prima rivista trimestrale in volo intitolata In-flight Magazine, la prima del suo genere nella storia dell'industria aeronautica nazionale della Nigeria. La rivista è apparsa per la prima volta su un volo pomeridiano operato da un Boeing 737-300 da Kano ad Abuja.
In-flight Magazine è pubblicata da In-flight Media and Technologies Limited, una società internazionale privata con sede in Nigeria.

## Flotta

### Flotta attuale

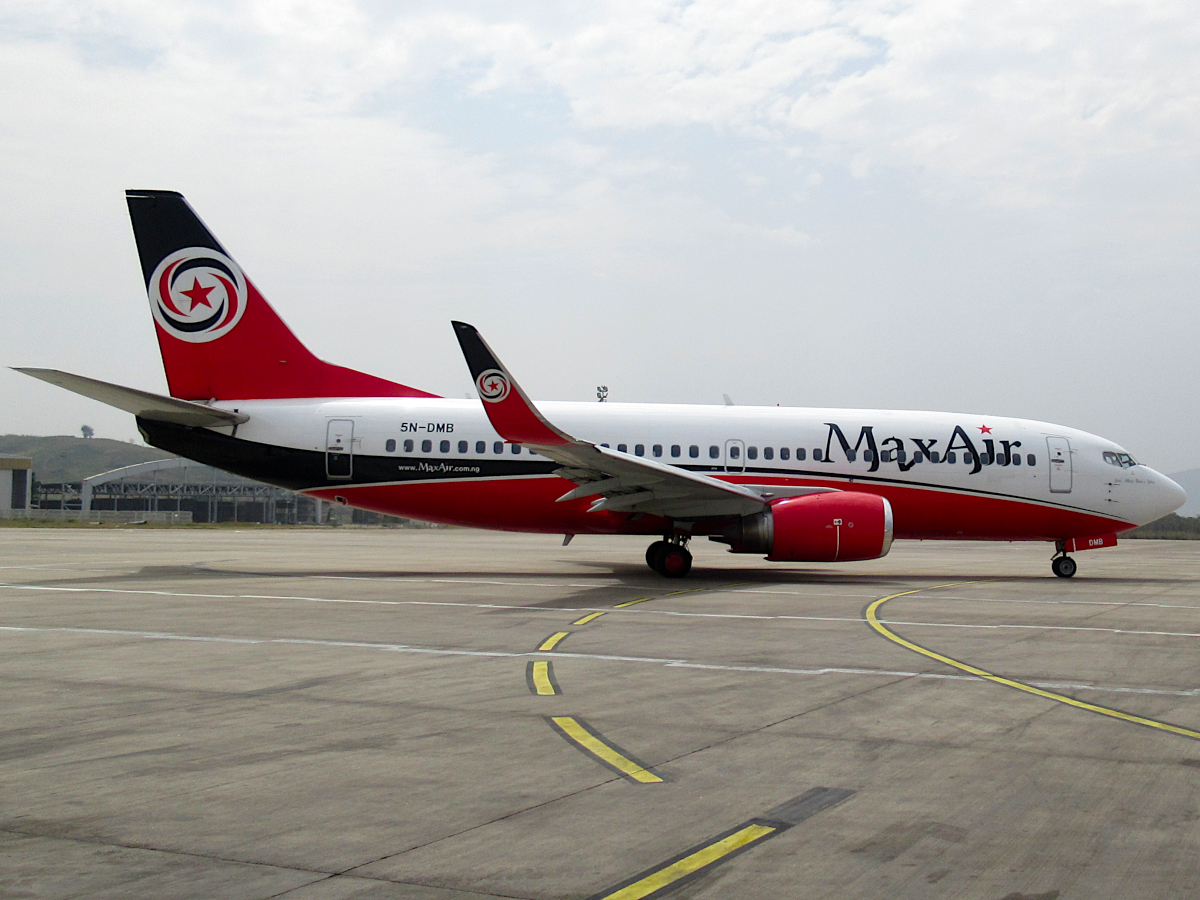
Un Boeing 737-300.

Ad agosto 2024 la flotta di Max Air è così composta:

### Flotta storica
Max Air operava in precedenza con i seguenti aeromobili: